# Humaid II bin Rashid Al Nuaimi
Humaid II bin Rashid Al Nuaimi (... – 8 luglio 1900) è stato emiro di Ajman dal 1891 al 1900.

## Biografia
Nel 1892 firmò l'Accordo esclusivo che obbligava gli Stati della Tregua a "non stringere alcun accordo o corrispondenza con alcun Potere diverso dal Governo Britannico", "non acconsentire alla residenza entro il territorio di un agente di qualsiasi altro governo senza il consenso britannico" e al fatto non avrebbero "ceduto, venduto, mutuato o altrimenti concesso l'occupazione di alcuna parte del territorio, salvo che al governo britannico".
L'accordo giunse in un momento nel quale altre potenze europee, tra cui l'Impero tedesco, l'Impero ottomano e la Francia, cominciarono a interessarsi agli Stati della Tregua. Immediatamente prima della firma dell'accordo, un rappresentante del governo persiano aveva tentato di stabilire una rivendicazione persiana sul territorio, ovviando a qualsiasi interesse britannico. L'accordo del 1892 portò l'avventura a una conclusione anticipata.
Nel settembre del 1892 sconfisse un vecchio rivale di Ajman e un tempo alleato, l'alleanza tra Sharja e Umm al-Qaywayn. Spedendo una barca piena di uomini armati per aiutare Humaid a compiere l'attacco, l'emiro di Dubai Rashid I bin Maktum violò la tregua marittima del 1853 e fu costretto a pagare una multa.
Humaid bin Rashid non era popolare tra i suoi parenti, avendo spesso omesso di pagare le quote delle entrate dello Stato ai suoi familiari. La mattina dell'8 luglio 1900 fu assassinato e suo zio, Abd al-Aziz bin Humaid, prese il potere.